# Ljubljansko polje
Ljubljansko polje na severu omejujeta Šmarna gora in Rašica, na zahodu Polhograjsko hribovje, na jugu Ljubljansko barje, na vzhodu pa že Posavsko hribovje. Je del Ljubljanske kotline na katerem se nahaja Ljubljana, prestolnica Slovenije, in ima približno 280.000 prebivalcev (z okolico približno pol milijona). Je tudi eno od najbolj naseljenih območij v Sloveniji, saj je na nekaterih mestih gostota celo presegla 1000 ljudi na kvadratni kilometer.
Polje je mladokvartarna udornina. V Klečah, kjer črpajo iz proda vodo za ljubljanski vodovod, je živoskalna podlaga okoli sto metrov pod površjem. Vrhnji savski prod je iz zadnje ledene dobe. 
Posredno je ime preko imena vasi, poimenovane po cerkvi (Devica Marija v Polju) Ljubljansko polje dalo ime tudi ljubljanskemu vzhodnemu predmestnemu naselju in istoimenski četrtni skupnosti Polje.